# Majken Schultz
Majken Schultz (født 1958) er en dansk professor der forsker i tid, identitet og processer i organisationer. Hun er professor ved Institut for Organisation ved Copenhagen Business School
Schultz er cand. scient. pol. Fra Københavns Universitet og Ph.d. fra Copenhagen Business School.
Hun er forkvinde for Carlsbergfondets bestyrelse og medlem af det Det Kongelige Danske Videnskabernes Selskab.